# 近藤銀河
近藤 銀河（こんどう ぎんが、1992年 - ）は、日本のアーティスト、美術史家、著作家である。日本SF作家クラブ会員。

## 経歴
1992年、岐阜県に生まれる。中学生のときにCFS/MEを発症し、以降、車椅子で生活する。高等学校への進学は断念し、高等学校卒業程度認定試験を受験した。
2016年、東京芸術大学芸術学科に入学した。2023年より東京芸術大学大学院美術研究科先端芸術表現専攻博士課程に在籍。主に「女性同性愛と美術の関係」について研究している。
2024年、初の単著『フェミニスト、ゲームやってる』が晶文社より刊行された。

## 著書

### 単著
- 『フェミニスト、ゲームやってる』（晶文社、2024年）

### 共著
- 『『シン・エヴァンゲリオン』を読み解く』（河出書房新社、2021年）
- 『インディ・ゲーム新世紀ディープ・ガイド──ゲームの沼』（Pヴァイン〈ele-king books〉、2022年）

## 展示

### 個展
- 「夢のような詩のような政治のような日常」（東京、2018年）[7]

### グループ展
- 「芸術学科一年進級展」（東京、2016年）[7]
- 「初心展」（東京、2017年）[7]
- 「深夜の美術展」（東京、2017年）[7]
- 「コンテンツ産業研究会展」（東京、2017年）[7]
- 「芸大アーツイン丸の内」（東京、2017年）[7]
- 「芸大アーツイン丸の内」（東京、2018年）[7]
- 「NEWVIEW　AWARDS2019」（東京、2019年）[7]
- 「プンクトゥム：乱反射のフェミニズム」（東京、2020年）[7]
- 「Comfortable展」（東京、2021年）[7]
- 「ヴァーチャル・ボディ：メディアにおける存在と不在」（東京、2022年）[11]